# Comté de Rosnay
IXe siècle – XIe siècle
Entités précédentes :
- Pagus Brionisius
- Pagus Rosnacensis

Entités suivantes :
- Comté de Champagne

Le comté de Rosnay (latin : Comitatus Rosnacensis) est un ancien territoire féodal du comté de Champagne dans le royaume de France et centré autour de la ville de Rosnay-l'Hôpital.

## Origines

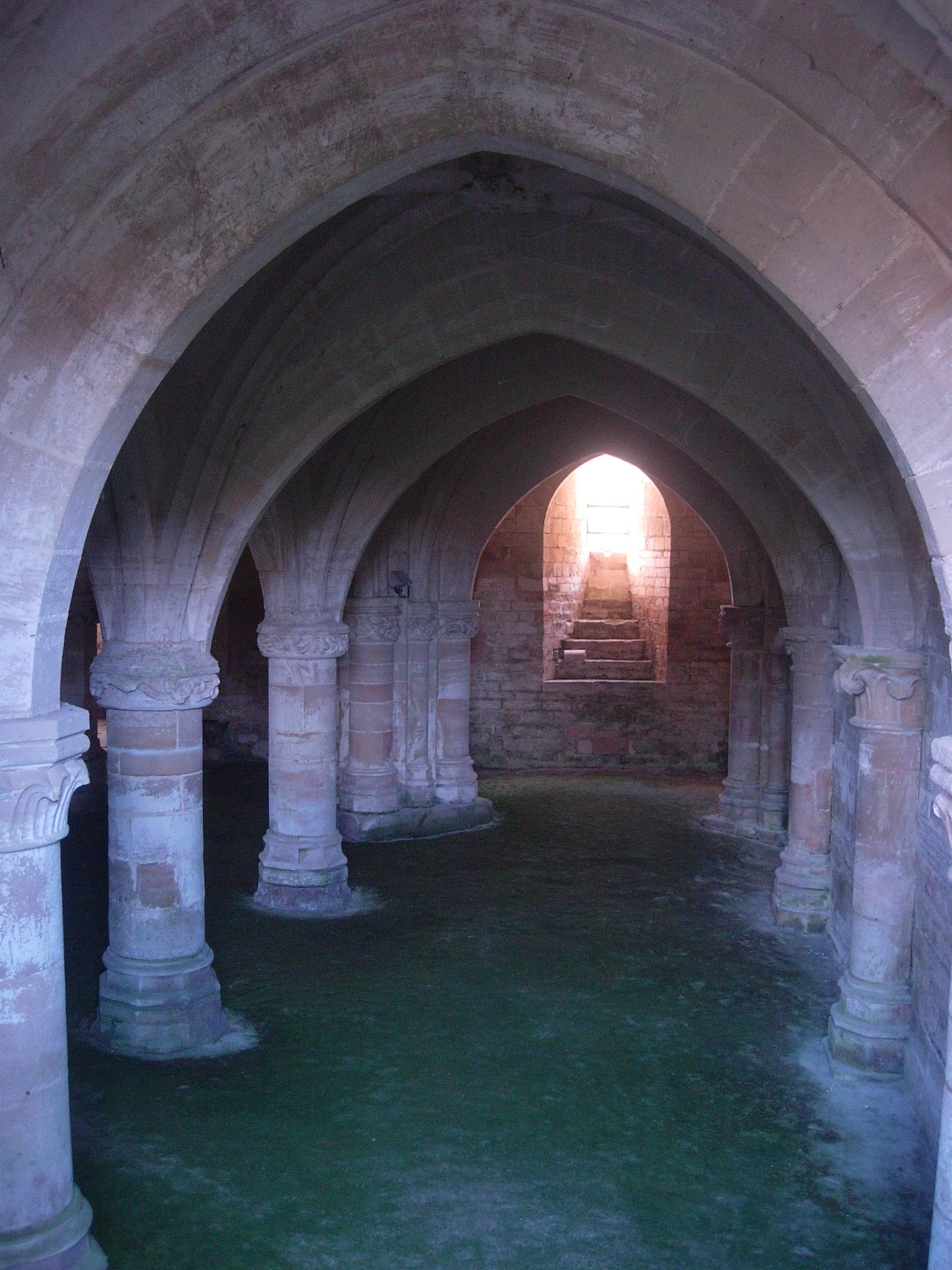
Partie basse de l'église de Rosnay-l'Hôpital.

Les origines du comté de Rosnay sont inconnues. Il semble émergé dans le courant du IXe siècle et être détaché du pagus Brionisius, lui-même inclus dans la civitas Tricassum dans la Bourgogne franque, dont sont issus les pagi Breonensis, futur comté de Brienne et Rosnacensis, d’où est issu le comté de Rosnay.
Cette division se retrouve également du point de vue ecclésiastique avec Brienne qui devient le chef-lieu d'un archidiaconé et d'un doyenné tandis que Margerie devient celui d'un doyenné, tous deux correspondants très probablement aux comté de Brienne et de Rosnay (Rosnay et Margerie ne sont distants que de 10 kilomètres environ),,.

## Liste des comtes

### Première famille de Rosnay
- Adson de Rosnay, premier comte de Rosnay connu. Il apparait en 969 dans une charte dans laquelle il donne à l'abbaye de Montier-en-Der ses biens dans le Pertois[4]. Son voisin Engelbert Ier, premier comte de Brienne connu, est témoin de cet acte[5].
- Isembard Ier de Rosnay, comte de Rosnay, probable fils du précédent[4],[6].
- Isembard II de Rosnay, comte de Rosnay, probable fils du précédent. Il apparait vers 1035 dans une où l'évêque de Troyes Mainard donne aux chanoines du château l'église de l'Assomption-de-la-Vierge de Rosnay-l'Hôpital[4]. Il est également cité à plusieurs reprises dans le cartulaire de l'abbaye de Montier-en-Der[7].
- Guarin de Rosnay, comte de Rosnay, probable fils du précédent. En 1080, il fait don à l'abbaye de Cluny des droits qu'il possède sur l'église Sainte-Marguerite à Margerie afin d'y fonder un prieuré dédié à la Sainte-Vierge avant d'embrasser lui-même l'était monastique[8],[9]. Guarin n'ayant probablement pas d'héritier, le comte de Troyes Thibaud III de Blois s'empare alors en sa qualité de suzerain du comté de Rosnay afin de le rattacher à celui de Troyes[10].

Adson de Montier-en-Der, abbé de de Montier-en-Der de 968 à 992, est peut-être issu de cette famille.

### Famille des comtes de Champagne

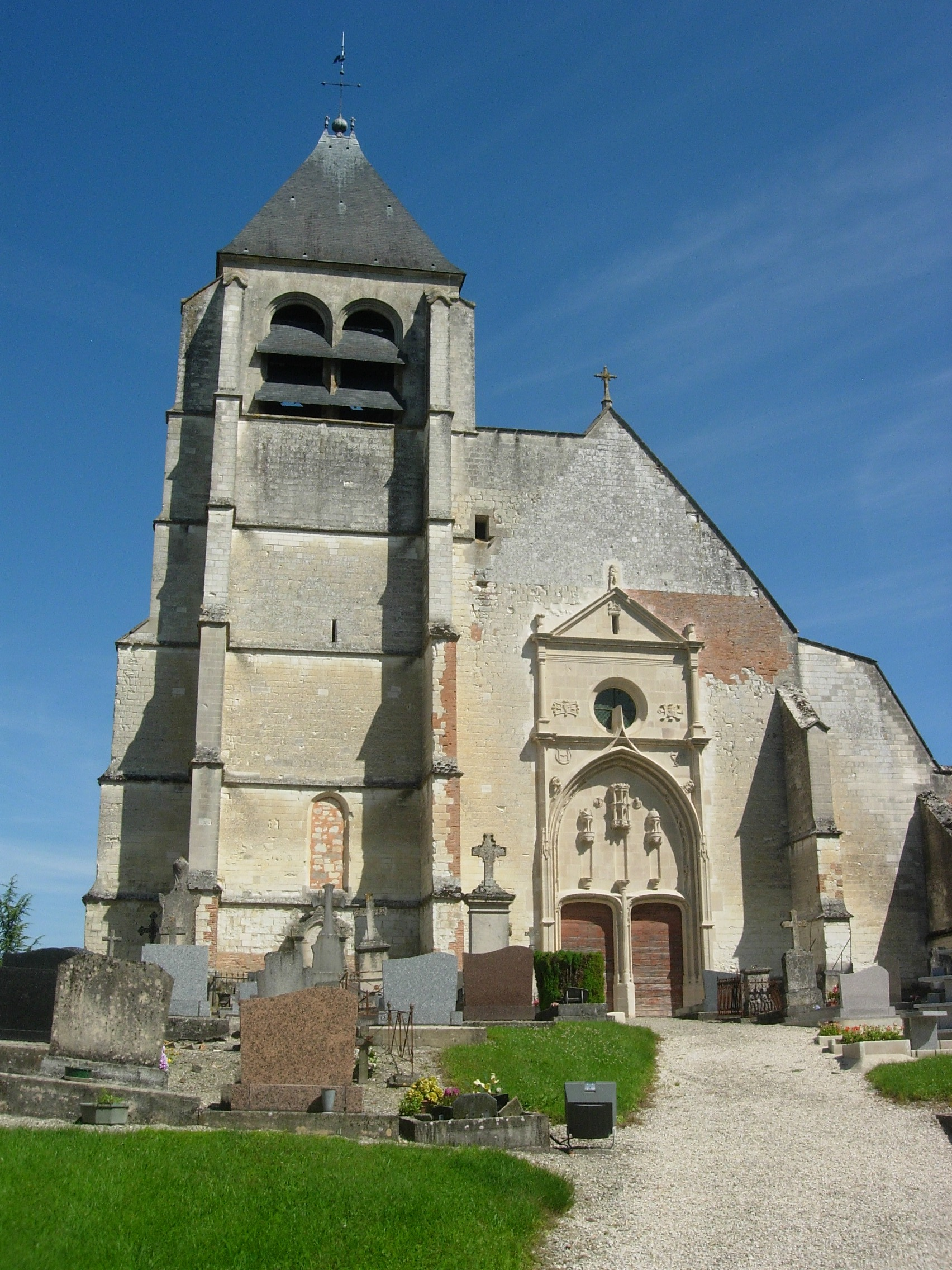
Église de l'Assomption-de-la-Vierge de Rosnay-l'Hôpital.

À partir de 1080, le comté de Rosnay est rattaché au comté de Troyes puis à celui de Champagne. Toutefois, en 1263 le comte Thibaut V de Champagne donne à son frère Henri, alors âgé de quatorze ans, une part de l'héritage paternel qui comprend notamment la recréation du comté de Rosnay. Néanmoins, celui-ci est de nouveau intégré au comté de Champagne en 1270 à la mort sans héritier du comte Thibaut V, remplacé par son frère Henri.
En 1284, les comtés de Rosnay et de Champagne sont rattachés au royaume de France à la suite du mariage de Jeanne de Navarre avec le roi Philippe le Bel.

### Autres familles de comtes de Rosnay
- François de L'Hospital, comte de Rosnay en 1651, maréchal de France en 1643 ;
- Gédéon Berbier du Mets, acquiert le comté de Rosnay et en a fait hommage au roi le 4 août 1700 ;
- Jean-Baptiste Berbier du Mets, comte de Rosnay, fils du précédent ;
- Claude Gédéon Berbier, comte de Rosnay, frère du précédent ;
- Louis Étienne Dulong de Rosnay, comte de Rosnay, général français de la Révolution et de l’Empire.